# Свято-Троїцька церква (Котельва)
Котелевська Свято-Троїцька церква — діючий православний (УПЦ МП: Котелевське благочиння Полтавської єпархії) храм у смт Котельві (районний центр Полтавської області), цінна історико-архітектурна пам'ятка Лівобережної України в стилі неокласицизму; найзначніша пам'ятка селища і району.
Нині існуюча мурована церковна споруда є четвертим «втіленням» місцевого храму — її почали будувати у 1809 році, освятили у 1812-му, у 1838 році до західного фасаду церкви прибудували муровану дзвіницю.
Мала приписну Всіхсвятську церкву.
Храм розташований у центрі Котельви по вулиці Покровській, 1.

## Архітектурний опис Троїцького храму
Троїцька церква — пам’ятник архітектури 1812 року.
Нині являє собою однокупольну хрестоподібну за планом споруду з напівкруглою апсидою та подовженою західною частиною з дзвіницею. Центральний простір перекритий півсферичною банею на циліндричному світловому барабані, вісім вікон якого мають напівциркульні завершення. Рядові вікна основного об’єму прямокутної форми без будь-яких деталей декору, захищені декоративними решітками. Фасади оздоблені лаконічним карнизом, профіль якого виконаний простим напуском цегли. Над дверима розміщені трикутні сандрики (сандрик — архітектурна деталь у вигляді невеликого карниза над вікнами або дверима), над ними напівциркульні вікна. Західний, північний і південний фасади прикрашені чотириколонними портиками з колонами тосканського ордеру. З заходу до основної будівлі примикає квадратна в плані двоярусна дзвіниця, перший ярус якої з арковими прорізами, другий — з люкарнами (тобто круглими вікнами). 
Споруда Троїцької церкви відзначається чіткими гармонійними пропорціями, лаконічним вирішенням зовнішнього вигляду та композиції. Вона унікальна тим, що дійшла до нашого часу у своєму первісному стані та є однією з небагатьох пам’яток архітектури стилю класицизму в Україні.
Свято-Троїцька церква стоїть на горизонтальній ділянці; з півдня до неї примикає садибна забудова, із заходу — міська бібліотека, а зі сходу і півночі вона обмежена міськими вулицями. Зі східного боку збереглася цегляна огорожа з металевими ажурними воротами та хвіртками. Огорожа на інших ділянках побудована в 1970-х роках.

## Історія

### Перші Троїцькі церкви у Котельві
Останніми роками були підготовлені цінні матеріали ієрея Миколи Довганича «Історія Троїцького храму смт. Котельва» (2012) та Олександра Ілюхи «Історія релігійного життя у Котельві (від початку XVII століття до сьогодення)» (2012), "Забуте духовенство, зниклі храми Котелевської волості Охтирського повіту".Точних даних про заснування храму немає. Писемною пам'яткою, що свідчила про його побудову, було лише богослужбове Євангеліє з дарчим написом червоними літерами: «Сия Святая Евангелия напрестольная есть оправлена всем коштом рабом Божиим Иосифом Санкевичем Котляром Чудновским и надал сие к храму Святой Троицы новозиждущейся по святому пожару, от Бога насланном лета Христова 1631 месяца декабря 17, и надал сие к тому храму веспол с подружием своим Анастасией за спасение и отпущение грехов своих и жизни вечныя наследия… той святой церкви был на той час служителем отец Михаил, — при котором и братство ее стало; где и я видевши их старанье, надаю на святое их братство и с женою моей… А подписася в дому моем 1632 года месяца февраля 12 дня…». З напису бачимо, що подарована ця книга Йосифом Чудновським та його дружиною Анастасією у відбудований після пожежі 17 грудня 1631 року (за ст. ст.) храм Святої Тройці. А згоріла, напевно, Троїцька дерев’яна церква. Коли ж вона була побудована? Архієпископ Філарет (Гумілевський) у «Историко-статистическом описании Харьковской епархии» за 1859 рік (Котельва тривалий час була у складі Харківської губернії й відповідно Харківської єпархії) наводить свідчення старожилів Троїцького приходу Антона Пуковського, сина церковника Григорія Пуковського, та Романа Коваленка, сина Антона Коваленка, «бывшего 30 лет в должности церковного ктитора». Вони стверджують, що Троїцький храм у першому фасаді (побудові) був зведений у вигляді невеличкої «храмини» з одним невеликим куполом, вкритий соломою, існував не довше 12 років, бо згорів. Усе майно було перенесене до Преображенського храму. Ці свідчення, як вказує Владика Філарет, підтвердив поміщик Михайло Михайлович Сливицький, який чув подібні розповіді від своїх рідних. Отже, Троїцький храм був збудований близько 1620 року священником Михаїлом, який і був організатором Троїцького приходу.
У 1632 році отець Михаїл з прихожанами відбудували Троїцький храм на тому ж місці. Він був дерев’яний, невеликий, низенький, із одним престолом, мав три куполи, покритий гонтою (невеличкими тонкими дерев'яними дощечками). У цьому храмі народ Божий молився впродовж 150 років. Проіснував він до 1782 року і був закритий через ветхість (від старості опадали вугли, у багатьох місцях колоди випирали зі стін), майно знов перенесли до Преображенського храму. 
Втретє Троїцька церква, теж дерев’яна, однопрестольна, на п’ять куполів, була закладена в травні 1783 року настоятелем священником Іоанном Верцинським і священником Андрієм Пуковським з благословення Київського митрополита Гавриїла (Кременецького) дещо на південний захід від попередньої, приміщення якої було розібране. Відомо, що священник Іоанн Верцинський походив із дворянського роду, мав гарний маєток, тому найбільше за всіх жертвував на будівництво храму, а як настоятель більше за інших турбувався про завершення робіт. Водночас будівництвом нової церкви опікувались ктитори Яким Коваленко, Петро Тимошенко, Кирило Лучко. Настоятель отець Іоанн освятив храм 9 грудня 1787 року (ст.ст.) з благословення Преосвященного Феоктиста (Мочульского), єпископа Курського і Бєлгородського. 
Приход був забезпечений новим церковним начинням. У Кліровій відомості за 1802 рік зазначено, що Троїцький храм мав срібний євхаристичний набір, повний комплект богослужбових книг. Біля церкви стояла старенька, але ще досить міцна дзвіниця з чотирма дзвонами, найбільший із яких важив вісім пудів, інші були вагою чотири пуди, три пуди і пудовий. Територія храму була огороджена плетеним дерев’яним тином. Цей храм простояв чверть століття. 
21 травня 1808 року (ст.ст.) із південного заходу насунули чорні, важкі хмари, пустився сильний дощ, у залом північного притвору влучила блискавка, і церква згоріла вщент. Святині та майно врятували і вже втрете перенесли до Преображенської церкви.

### Сучасна Троїцька церква
Тодішній настоятель Троїцького храму й благочинний, священник Петро Смаковський та ієрей Марк Пантелєєв вирішили із прихожанами будувати новий храм із цегли. Досить швидко, всього за один рік, були підготовлені всі необхідні матеріали. 25 липня 1809 року (ст.ст.) з благословення Преосвященного Христофора (Сулими) місцевим духовенством на чолі з охтирським протоієреєм Максимом Яновським було закладено четвертий храм на південний схід від попереднього. Розпочалось будівництво. За вишукування та залучення коштів узялися всім приходом. Настоятель священник Петро Смаковський керував ходом будівництва та закликав своїх прихожан та інших жителів Котельви робити пожертвування. Священник Марк Пантелєєв збирав пожертвування по всій Харківській губернії, а диякон Пуковський із цією місією побував в усіх донських станицях, у Запоріжжі та Причорномор'ї, натерпівся при цьому великих неприємностей, навіть посидів під арештом. Активно включилися в роботу і церковні старости Аким Коваленко, Євфим Балановський та Антон Пуковський. Останній пожертвував 7000 рублів асигнаціями. Є свідчення про те, що прихожани віддавали на будівництво храму провіантні гроші — по 200, 300, 400 рублів асигнаціями, які отримували від партій рекрутів, що проходили тоді через Котельву. Очевидно, цегла на храм поступала з місцевого цегельного заводу Матушинського, де в рік виробляли до 30 000 цеглин. Через три роки старанними трудами громади постав величний кам’яний одноглавий храм, покритий листовим залізом, із двома престолами — головним в ім’я Святої Тройці й другим, на хорах, на честь Введення в храм Пресвятої Богородиці, освяченими відповідно 13 і 15 жовтня 1812 року (ст.ст.) з благословення Преосвященного Христофора (Сулими) протоієреєм Феодором Щербинським та місцевим духовенством. Автором проекту, ймовірно, був відомий на той час зодчий Петро Антонович Ярославський, родом із Охтирки, який у 1776–1809 роках працював харківським губернським архітектором. Різне вбрання для храму пожертвували Варвара Сливицька, матушка Тетяна Смаковська та обивателька Анна Запорожцева. Церковний староста Федір Лифар на різні потреби в різні часи пожертвував 900 рублів сріблом.
З часом виникає потреба у новій дзвіниці. На прохання священнослужителів та прихожан харківський міський архітектор Андрій Андрійович Тон розробив проект двоярусної дзвіниці. До цієї справи з благословення Преосвященного Інокентія (Александрова) приступили в 1835 році, водночас із північної, південної та західної сторін до храму прибудовали чотириколонні портики з трикутними фронтонами та колонами тосканського ордеру. До 1838 року церква була «возобновлена». Інженер, генерал-майор Федір Тимофійович Матушинський, брат Варвари Сливицької, на зведення дзвіниці пожертвував 1000 рублів асигнаціями. У 1838 році він же дав 4 000 рублів на срібні ризи для чотирьох ікон, які було виготовлено в Москві вже після його смерті. За 600 рублів, що залишились, купили Євангеліє в срібній позолоченій оправі. 
На вічне поминання його та родини Ф. Т. Матушинський залишив у Московській опікунській раді 5 000 рублів асигнаціями, з них щорічні проценти в сумі 200 рублів отримували священнослужителі котелевського Троїцького храму. Цей приклад наслідували й інші котелевці. У Кліровій книзі Троїцької церкви за 1909 рік зустрічаємо відповідні записи. Зокрема, генерал-майор Митрофан Сливицький на вічне поминання його нащадків, із умовою щорічної відправи зупокійної Літургії та панахиди в день його Ангела 23 листопада і в день його смерті, зробив 12 листопада 1901 року довічний внесок до Державного банку (за № 16677) у сумі 1 000 рублів; селянин Федір Товма вніс на вічне поминання його та родини 300 рублів (договір № 17012 від 11 листопада 1901 року). У 1906 році подібний внесок був зроблений селянином Михайлом Міняйлом у сумі 100 рублів. 
У 1844 році поряд із церквою побудували з цегли церковно-приходський будинок. Згодом навколо храму поставили цегляну огорожу з дерев’яною решіткою, яку в 90-х роках XIX ст. замінили металевою. 
При Троїцькому храмі ще в 1812 році була відкрита перша в слободі церковноприходська школа. Відомостей про викладачів та кількість учнів не маємо, зазвичай учителями були священнослужителі. 
Із Клірової книги за 1897 рік відомо, що 1892 році при Троїцькій церкві будується приміщення (існує до нашого часу, у ньому розміщена Центральна районна бібліотека) для церковноприходського училища. Викладачами у ньому працювали священник Миколай Артем’єв та диякон Іоанн Власовський. У 1897 році в училищі навчалися 37 учнів. При училищі діяла бібліотека, в якій налічувалося 152 екземпляри книг. У 1909 році тут вже навчалися 110 дітей, це був найбільший із навчальних закладів при храмах Котельви. При Троїцькій церкві було організовано дитячий хор.
Із встановленням радянської влади для Православної Церкви настали важкі часи. Священнослужителів переслідували, храми закривалися. Закрили й Троїцький, але точна дата його закриття невідома. З 22 серпня 1933 року його використовувала контора «Заготзерно» для зберігання сировини. Церковне начиння під час закриття знищили, лише невелику його частину змогли розібрати парафіяни по домівках. Наступного року працівники Котелевського МТС зняли дзвони й відправили їх на переплавлення. А в 1936 році безбожники скинути хрести.
Знову церква була відкрита в грудні 1941 року під час німецької окупації. Старожили стверджують, що на той час для служіння призначений був священник Григорій Савечко, який із приходом радянських військ виїхав із Котельви. Подальша його доля нам не відома. 
У 1942 році другим священником, а згодом настоятелем призначають протоієрея Іоанна Лютенка, який проявив себе як строгий ревнитель церковних канонів та чесний і відвертий у стосунках із людьми. У 1952 році священник Іоанн був засуджений на 15 років ув’язнення, але у зв’язку зі смертю Й.Сталіна у 1953 році потрапив під амністію. З 1955-го по 1963 рік служив у селах Велика Рублівка та Деревки Котелевського району. 
У 1952 році призначають молодого, енергійного священника В’ячеслава Олександровича Івано´вича. Йому вдавалося знаходити спільну мову з антицерковною владою та невіруючими людьми. При ньому, на початку 1956 року, Державний комітет Ради Міністрів Української РСР у справах будівництва та архітектури включив споруду Троїцького храму до списку пам’ятників архітектури Української РСР, що перебувають під охороною держави; залишився храм і в списку, затвердженому постановою № 970 «Про впорядкування справи обліку та охорони пам'ятників архітектури на території Української РСР» від 24 серпня 1963 року (під № 592). Відтак хвиля руйнування храмів у СРСР оминула останній із старовинних храмів Котельви. Під його куполом благоговійно приносилася безкровна жертва Богу.
На початку 1970-х років постало питання про заміну старого панікадила зі свічками на електричне. Його привезли з Харкова, коштувало воно 3 000 карбованців. Дізнавшись про коштовне придбання Троїцької громади, місцева влада вирішила вилучити новий церковний світильник і повісити його у новозбудованому кінотеатрі селища. Почувши про таку владну ініціативу, парафіяни Троїцького храму, не гаючи часу, встановили його тієї ж ночі. Коли зранку прийшли перевіряючі, панікадило вже висіло, тож ніхто вже не наважився його знімати. 
Узагалі в 70- х роках XX ст. у житті парафії відбувається ряд позитивних змін. За ініціативи настоятеля протоієрея В’ячеслава Івановича та активної діяльності церковного старости Івана Петровича Сердюка було написано лист-прохання церковної громади до Державного комітету Ради Міністрів УРСР у справах будівництва і архітектури про виготовлення комплексного проекту реставрації Троїцького храму. Відповідь надійшла з області, проводити реставрацію пам’ятника архітектури дозволили. Було повністю замінено церковний дах, зроблено гідроізоляційне вимощення навколо храму й поставлено цегляну огорожу з металевими решітками, всередині храму замінено підлогу, встановлено новий чотириярусний іконостас. Над храмом у небо вознеслися хрести. 
У 1986 році настоятелем Троїцького храму призначають котелевця протоієрея Олександра Перерву. При ньому в 1990 році привезли з Бєлгорода й встановили церковні дзвони. Після довгих років принишклого існування Православної Церкви над Котельвою пронісся радісний дзвін — у храмі вперше задзвонили до служби.
У 1992 році на Троїцьку парафію Котельви призначають протоієрея Василія Довганича. Того року церковна громада починає капітальний ремонт своєї 190-річної святині. Проведено парове опалення, через три роки повністю поштукатурено церкву зовні за підтримки котелевця Миколи Григоровича Гнилосира. У 2002 році постелено дубову підлогу, з 2006-го по 2009 рік поштукатурено церкву зсередини та розписано храм (автор розпису —художник із Харкова Сергій Васильович Нікулін). У 2012 році завдяки спонсорській допомозі Героя України, голови правління СВК «Батьківщина» Олександра Григоровича Коросташова перебудовано церковноприходський будинок.
Відкривається недільна школа, де діти вивчають Закон Божий, Церковну історію та Літургіку. Крім звичайних занять, регулярно організовуються Різдвяні концерти в районному Будинку культури, учні їздять із виставами до Зінькова, Опішні, Полтави та сіл району. Організовано молодіжний хор, який співає Літургії у недільні та святкові дні. Виховання дітей у Православній вірі, згуртованість навколо храму, заняття церковним співом принесли достойні плоди. Не один вихованець Троїцького приходу обрав життєвою стезею проповідь Слова Божого: закінчили Полтавську духовну семінарію та стали священнослужителями Полтавської єпархії священник Димитрій Гнилосир, священник Александр Мельник, священник Андрій Твердохліб; закінчили Київську Духовну академію автор матеріалу священник Миколай Довганич та Сергій Довганич; у Запорізькій єпархії служить дияконом котелевець Ілія Федченко. Полтавське духовне училище за спеціальністю регента-псаломщика закінчили Олена Ус та Яна Гнилосир. Тепер Олена несе послух регента в жіночому монастирі святої рівноапостольної Марії Магдалини, що в Білій Церкві. Багато інших вихованців Троїцького приходу продовжують служити Богу і людям у світському званні.

### Храмові святині та давні речі
Великою святинею Троїцького храму була чудотворна Лорецька ікона Пресвятої Богородиці, іменована «Додавання розуму» («Прибавление ума»), написана на дошці із дубового дерева під срібною позолоченою ризою, в кіоті. За свідченням старожилів, пожертвувала її мешканка с. Млинки, бо від ікони проявлялись різні знамення. Ікону перенесли з Млинків хресною ходою за участі котелевського духовенства та мирян при священнику Іоанні Верцинському у 1778 році, й з того часу не лише прихожани храму, але й усі котелевці звертались до неї з молитвами в скорботах і радощах. Були явлені через ікону й видимі для всіх чудеса. Під час трьох сильних пожеж, що сталися у 1779-му, 1781-му та 1788 роках, священник Іоанн Верцинський та прихожани з молитвою та піснеспівами обносили ікону навколо храму. У першій пожежі всі будинки, які знаходились неподалік від церкви, в тому числі й будинки священників Ієремії та Андрія Пуковських, згоріли, а церква з Божої волі та заступництвом Богородиці залишилась цілою і неушкодженою. Під час другої пожежі вітер ніс вогонь від Преображенського приходу прямо на Троїцький храм, але несподівано повернув на захід, і небезпека минула. У 1788 році загроза була найбільшою, храм майже з усіх сторін був охоплений полум'ям, але, на диво, залишився цілим. Віруючі котелевці дякували Божій Матері, Яка проявляла Свою милість через ікону. Після цих випадків священник Іоан Верцинський зробив для ікони срібну ризу та встановив хресні ходи з Преображенського в Троїцький храм у Лазареву суботу з віями ( вербою), а у Велику П'ятницю — з плащаницею. 
Історичну цінність мав срібний напрестольний хрест із підніжжям, на якому викарбуваний надпис «Боже просвещая всю твар. Надал сей крест раб Божий Григорий Попович на отпущение грехов». Рік не вказаний. Проте відомо, що Григорій Попович — чернігівський полковник, син Поповича, якого пов’язують із гетьманом Самойловичем, був страчений за наказом гетьмана Івана Мазепи у Путивлі, його дружині й сестрам дозволили жити лише в Малоросії. Можливо сім’я, сумуючи за Григорієм, подрувала храму хрест із молитвою за раба Божого Григорія. Відтак можна припустити, що він потрапив до церкви ще в другу забудову. На жаль, до наших днів він не зберігся.
Із давніх книг у Троїцькому храмі впродовж століть зберігалися: древнє Євангеліє, про яке йшлося раніше, — воно деякий час очевидно, після якоїсь із пожеж, знаходилось у Преображенському храмі, а в 1849 році, за розпорядженням Архієпископа Філарета, знову було передано в Троїцьку церкву як її законна власність; Пентікостіон, або «Триодь Цветная», виданий у Львові в 1642 році Михайлом Сльозкою; Трефологій, або «Минея Праздничная», чернігівського друку (не мало сторінки з роком видання); Апостол, надрукований у Москві 1742 року; два Служебники — один московського видання 1742 року, інший чернігівського друку 1747 року. Усі священні книги було знищені в радянські часи.
З історією котелевських храмів, зокрема й Троїцького, пов’язують історію Бурдюгової криниці, викопаної над луками на узвишші по Деревківській дорозі (тепер вулиця Спичака) в кінці поселення Котельви. В «Историко-статистическом описании Харьковской епархии» архієпископ Філарет (Гумілевський) наводить свідчення 86-річного жителя Котельви Карпа Здоровця, який мешкав неподалік криниці, та інших старожилів про те, що тут постійно перебував холостий козак бурдюг (ймовірно, прізвисько, що походить від назви архаїчного землянкового або напівземлянкового козацького житла), поставлений котелевською громадою для спостереження за набігами ворога, при появі якого негайно давав знати про небезпеку жителям селища. Бурдюгову криницю котелевці неабияк шанували. Щороку до неї йшли хресною ходою, священнослужителі соборно освячували воду. Біля криниці молилися під час посухи. Старі люди згадують, що після такої спільної молитви обов’язково йшов дощ. Іще в 60-х роках XX століття криниця існувала, але до наших днів не збереглась.

### Відомі священнослужителі Троїцького храму
Священник Михаїл (згадується в документах за 1632 р.).
Священник Лаврентій Євстафійович Пуковський (згадується в документах за 1710 р.).
Священник Іоанн (згадується в документах за 1710 р.).
Священник Іоанн Верцинський (згадується в документах за 1779, 1783 рр.).
Священник Андрій Пуковський (згадується в документах за 1779, 1783 рр.).
Священник Петро Смаковський (1793–1829, остання дата неточна).
Священник Марк Григорович Пантелєєв (1800–1840, остання дата неточна).
Священник Михаїл Сидорович Ладенков (1829–1861, остання дата неточна).
Священник Василій Лукич Маляревський (1840–1875, остання дата неточна).
Протоієрей Миколай Михайлович Артем’єв (1875–1918, остання дата неточна).
Священник Миколай Олександрович Іванов (1918–1921, остання дата неточна).
Священник Трифон Степанович Луговий (1920–1930-ті).
Ієромонах Каріон (Кіндратенко) (до 1933). 
Священник Василій Федорович Горбачевський (1931–1932).
Священник Олександр Стариченко (1932 — до закриття храму).
Священник Григорій Савечко (1941–1943).
Протоієрей Іоанн Прокопович Лютенко (1942–1952).
Протоієрей В’ячеслав Олександрович Іванович (1952–1986). 
Протоієрей Феодосій Петрович Рудь (1953–1960).
Протоієрей Олександр Савич Перерва (1986–1992). 
Протоієрей Василій Степанович Довганич (з 1992).